# Kruk (Góra Zborów)

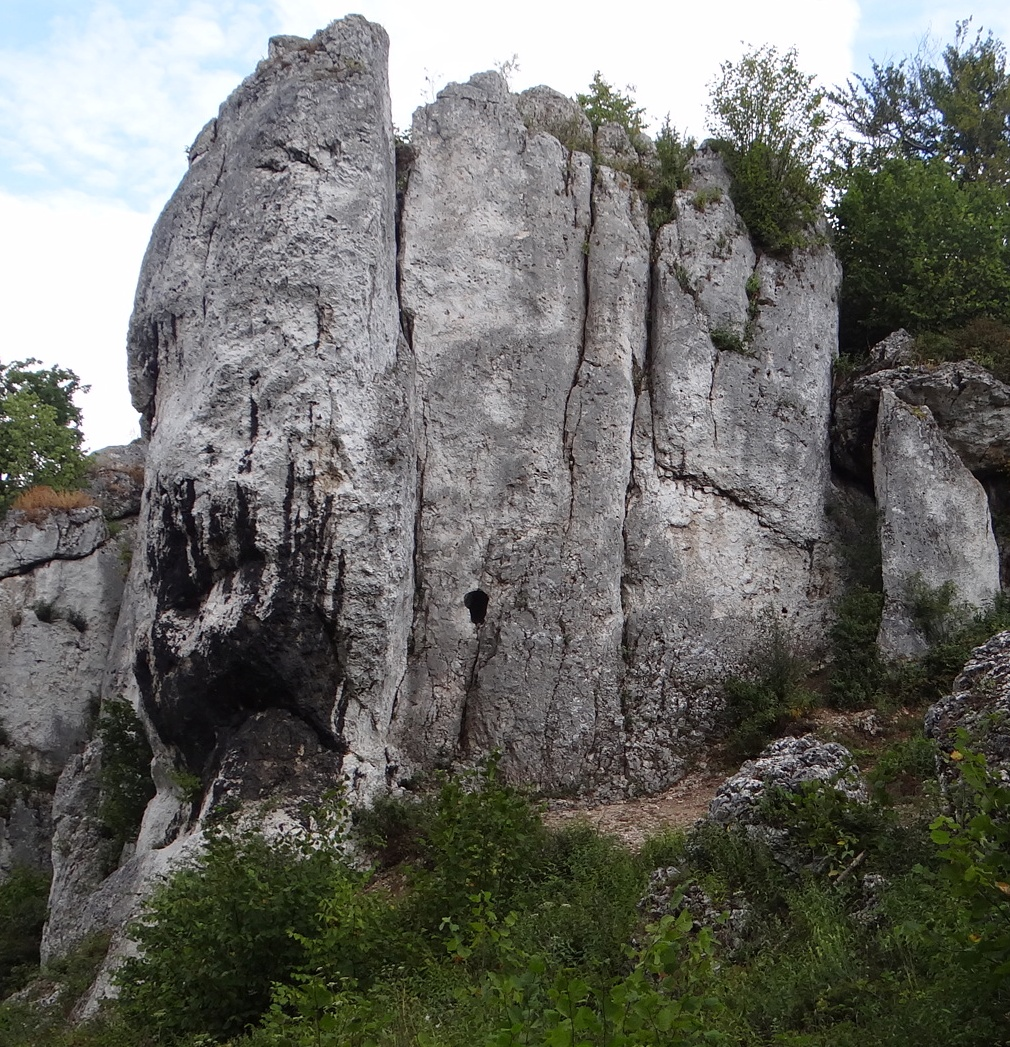

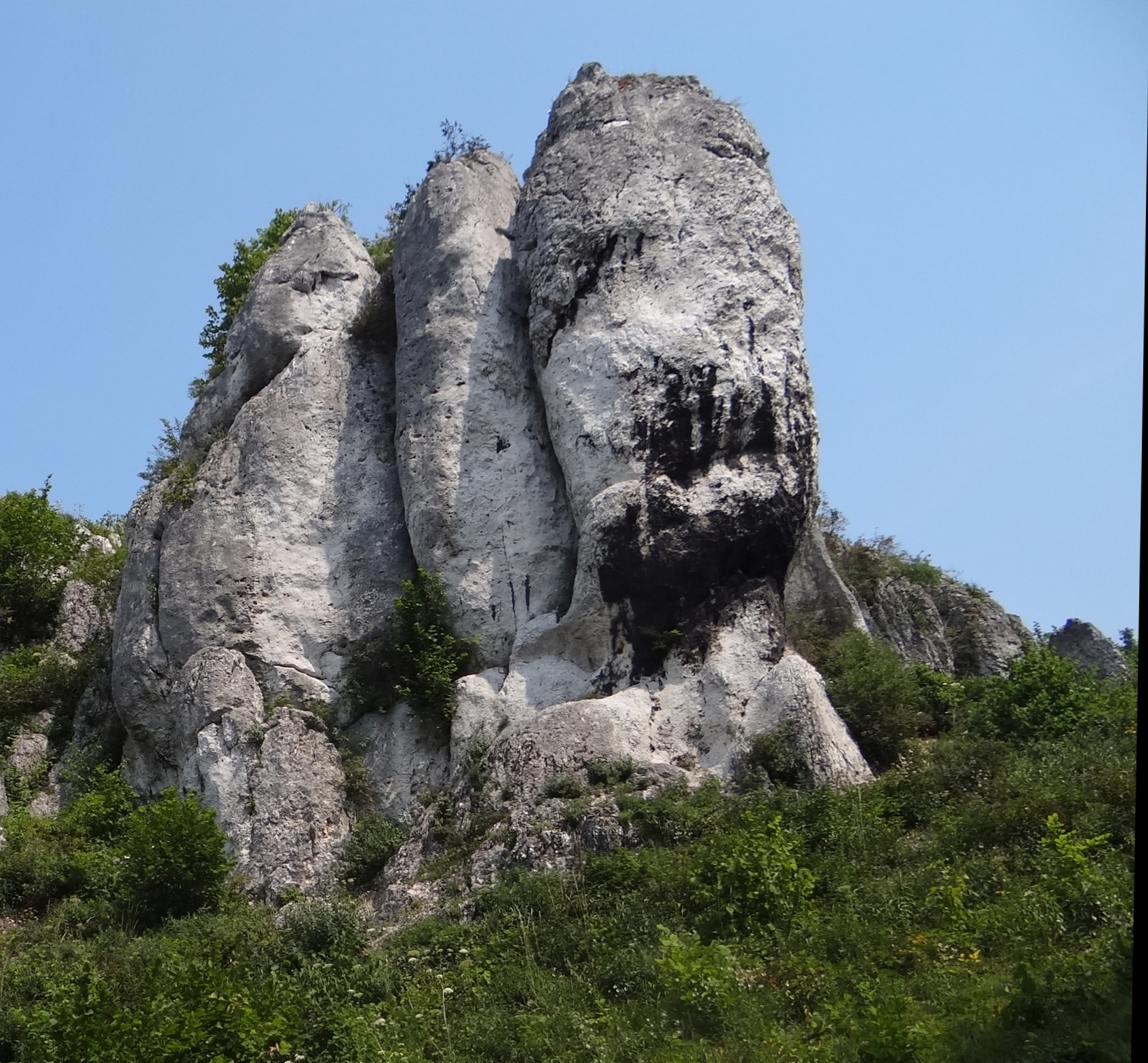

Kruk – skała w obrębie Kruczych Skał na Górze Zborów w województwie śląskim, powiecie zawierciańskim, w gminie Kroczyce, we wsi Kroczyce. Pod względem geograficznym znajduje się na Wyżynie Mirowsko-Olsztyńskiej, będącej częścią Wyżyny Częstochowskiej w obrębie Wyżyny Krakowsko-Częstochowskiej.
Skała Kruk znajduje się w obrębie rezerwatu przyrody Góra Zborów, na jego północno-zachodnim krańcu, w pobliżu drogi do Jaskini Głębokiej. Na określonych warunkach dopuszczono na niej wspinaczkę skalną. Zbudowana z wapieni skała ma wysokość do 15 m i są w niej takie formacje skalne jak: filar, komin, zacięcie. Ma ściany pionowe lub przewieszone o wystawie północno-wschodniej, wschodniej i południowej. Do 2019 roku wspinacze poprowadzili na nich 20 dróg wspinaczkowych o trudności od IV do VI.3 w skali polskiej. Większość ma zamontowane stałe punkty asekuracyjne: ringi (r), spity (s) i stanowiska zjazdowe (st).

## Drogi wspinaczkowe
1. Zapomniana ryska VI+, 12 m
2. Kocie miski VI, 5r + st, 14 m
3. Kot wśród gołębi VI, 5r + st, 14 m
4. Lewy Kruczy Komin VI, 14 m
5. Dziesięciu murzynków VI, 4r + st, 14 m
6. Prawy Kruczy Komin VI, 1r, 14 m
7. Kruczy filarek VI, 6r + st, 15 m
8. Corvus corax VI, 4r + st, 15 m
9. Czarny filar VI, 5r + st, 15 m
10. Ołowiane żołnierzyki VI.3, 3r + st, 15 m
11. Prostowanie kości VI.2+, 4r + st, 14 m
12. Kości młodości VI.1, 3r + st, 14 m
13. Krucze zacięcie IV, 13 m
14. Krucza płyta VI.1, 4r + st, 13 m
15. E. R. Condom VI+, 4s + st, 13 m
16. Lewa rysa Utrackiego V, 1r, 13m
17. Święty spokój VI+, 5s + st, 13 m
18. Prawa rysa Utrackiego V, 13 m
19. Rysa Czoka VI+, 4r + st, 12 m
20. Krucza ścianka VI+, 3r + st[2].